# خانه قادریان
خانه قادریان مربوط به دوره قاجار است و در اصفهان، خیابان ابن سینا، کوچه کدخدائی، جنب خانه روحانی واقع شده و این اثر در تاریخ ۳ خرداد ۱۳۸۶ با شمارهٔ ثبت ۱۹۱۵۸ به‌عنوان یکی از آثار ملی ایران به ثبت رسیده است.